# 나카토촌
나카토촌(中藤村)은 가나가와현, 도쿄부 기타타마군에 일찍이 존재했던 촌이다. 현재의 무사시무라야마시 동부에 해당한다.

## 역사
- 1889년 4월 1일 - 정촌제 시행에 수반해 가나가와현 기타타마군 요코타촌, 미쓰기촌, 기시촌이 정촌합병을 결성하고 미쓰기촌기시촌 조합이 성립하였다.
- 1893년 4월 1일 - 도쿄부에 이관되었다.
- 1917년 4월 1일 - 요코타촌, 미쓰기촌, 기시촌과 합병해 무라야마촌이 신설되어 동일 나카토촌은 폐지되었다.

## 교통

### 도로
- 오메이 가도